# Municipio de Union (condado de Adair)
El municipio de Union (en inglés: Union Township) es un municipio ubicado en el condado de Adair en el estado estadounidense de Iowa. En el año 2000 el municipio tenía una población de 248 habitantes y una densidad poblacional de 2,7 personas por km².

## Geografía
El municipio de Union se encuentra ubicado en las coordenadas 41°12′02″N 94°17′55″O / 41.20056, -94.29861..